# Gynoplistia paradisea
Gynoplistia paradisea är en tvåvingeart som först beskrevs av Edwards 1923.  Gynoplistia paradisea ingår i släktet Gynoplistia och familjen småharkrankar. Inga underarter finns listade i Catalogue of Life.